# Langelandia anophthalma
Langelandia anophthalma is een keversoort uit de familie somberkevers (Zopheridae). De wetenschappelijke naam van de soort werd in 1842 gepubliceerd door Charles Nicholas Aubé.